# Miami (Oklahoma)
Miami – miasto w Stanach Zjednoczonych, w stanie Oklahoma, siedziba administracyjna hrabstwa Ottawa. Według spisu w 2020 roku liczy 13 tys. mieszkańców. 